# Туркатов, Тимофей Антонович
Тимофей Антонович Туркатов (21 августа 1919, с. Горожанка, Брянский уезд — 25 марта 1986) — советский военнослужащий, участник Великой Отечественной войны, полный кавалер ордена Славы, гвардии старшина, командир расчёта 4-го гвардейского миномётного дивизиона 15-й гвардейской миномётной бригады.

## Биография
Родился в селе Горожанка Брянского уезда Орловской губернии РСФСР в августе 1919 года.
С апреля 1939 года – в Красной Армии. В 1940 году окончил школу младших командиров. С июня 1941 года – в действующей армии. Воевал на Южном, Юго-Западном, Брянском, Сталинградском, Воронежском (с 20 октября 1943 года – 1-й Украинский) фронтах.
В январе 1945 года при прорыве обороны в районе населённого пункта Стопница старшина Туркатов в условиях, когда огневая позиция орудия семь раз подвергалась массированным налётам немецкой артиллерии, сумел раньше других открыть огонь по вражеским войскам. В результате, огнём расчёта артиллерийского орудия Т. А. Туркатова были подавлены два противотанковых орудия и до взвода пехоты противника. В дальнейшем, старшина Туркатов вывел своё орудие на открытую огневую позицию и невзирая на огонь противника, точным прицельным огнём уничтожил огневые точки укреплённого опорного пункта, препятствовавшие продвижению советской пехоты. За проявленные в этом бою мужество и героизм приказом командования 1-го Украинского фронта от 5 февраля 1945 года он был награждён орденом Славы 2-й степени.
31 мая 1945 года гвардии старшина Т. А. Туркатов был награжден вторым орденом Славы 2-й степени.
В мае 1945 года Т. А. Туркатов был демобилизован, жил в городе Саранск. Работал начальником автоколонны.
После войны в ходе работы с наградными документами участников войны была выявлена допущенная ошибка и возбуждено ходатайство о перенаграждении Т. А. Туркатова орденом Славы 1-й степени. Главное управление кадров министерства обороны СССР поддержало ходатайство и указом Президиума Верховного Совета СССР от 12 мая 1986 года в порядке перенаграждения Т. А. Туркатов был награждён орденом Славы 1-й степени и стал полным кавалером ордена Славы.

## Награды
Награждён орденами Славы 1-й, 2-й и 3-й степеней, орденом Красной Звезды, медалями: «За отвагу», «За боевые заслуги» и «За победу над Германией в Великой Отечественной войне 1941—1945 гг.».